# 飛越巔峰Next Generation

《飛越巔峰Next Generation》（日语：トップをねらえ! NeXT GENERATION）是延續OVA動畫《飛越巔峰》故事的一系列小說。講述GunBuster未回到地球前地球上發生的事。相關內容也可以視為《飛越巔峰2》的前傳。

## 內容概要
- 卡魯尼亞德斯計劃（神盾號作戰）[[[Wikipedia:格式手册/链接#章節|錨點失效]]]開始後，一些人類決定要離開地球。

- 2049-2055年，人類開始離開地球前往天狼星，有人類在發現了天狼星古代超文明。2078年，在天狼星上，人類開始有能力把念力轉化成能量。他們以真地球之名向地球政府宣告獨立。地球政府反對，開始對他們發動戰爭。

- 2100年-2200年中，地球帝國與天狼星的戰爭仍然持續，而地球帝國文明因為資源和戰爭開始衰退。

- 地球時間2245年，卡魯尼亞德斯計劃的向銀河系中心飛馳艦隊回到地球。田代艦長推翻原來的地球帝國，創立了銀河連邦，由榮格成為初代總統。開始派人尋找鋼巴斯達。
- 另一方面，榮格認為向銀河系中心飛馳艦隊應該是用來對防外敵而不是內戰，所以她把艦隊和艦隊上的人凍眠。
- 2289年，地球和天狼星的戰爭暫時停止。
- 2306年，尋找鋼巴斯達計劃失敗。
- 在這段時間，由於銀河系中心飛馳艦隊和資料被凍結，人類開始不理解那些古代技術。
- 地球和天狼星的戰爭至2480年還繼續。
- 2489年，再次成立了Top部隊。
- 2499年前，人類地球發現了五百年前和威特琉姆(Eltreum)同級的第五世代型戰艦。

之後，宇宙怪獸再次出現，並襲擊天狼星。向銀河系中心飛馳艦隊再次覺醒，和天狼星的人類同盟，再次向宇宙怪獸戰鬥。

## 和飛越巔峰2的關係
官方沒有指出《Next Generation》和《飛越巔峰2》有直接關係，不過《Next Generation》有把念力轉化成力量的技術，這方面和《飛越巔峰2》的Topless是屬於相同的元素。

## 相關項目
- 飛越巔峰
- 飛越巔峰2

## 外部連結
- Next Generation （页面存档备份，存于）
- 「トップをねらえ！」年表 （页面存档备份，存于）